# البطولات الأسترالية 1932 (كرة مضرب)
هنا قائمة بالبطولات الأسترالية لكرة المضرب, المعروفة الآن باسم أستراليا المفتوحة لسنة 1932:

## فردي رجال
جاك كروافورد هزم  هاري هوبمان 4-6 6-3 3-6 6-3 6-1

## فردي سيدات
كارول بوتسورث هزم  كاثرين لي ممسوارير 9-7, 6-4